# Liste der Bodendenkmale in Ebstorf
In der Liste der Bodendenkmale in Ebstorf sind alle Bodendenkmale der niedersächsischen Gemeinde Ebstorf aufgelistet. Die Quelle ist der Denkmalatlas Niedersachsen. Der Stand der Liste ist der 23. September 2024.

## Allgemein
In den Spalten finden sich folgende Informationen des Bodendenkmales :
- Lage        : geographische Koordinaten
- Bezeichnung : Bezeichnung lt. Denkmalatlas
- Beschreibung: Beschreibung lt. Denkmalatlas
- ID          : Objekt-ID
- Bild        : Bild, ggf. zusätzlich mit Link zu weiteren Fotos im Medienarchiv Wikimedia Commons.

## Altenebstorf
| Lage                        | Bezeichnung               | Beschreibung                                                                                           | ID       | Bild |
| --------------------------- | ------------------------- | --- | -------- | ---- |
| 53° 0′ 15″ N, 10° 22′ 21″ O | Altenebstorf 1, Grabhügel | Kräftig gewölbt, Dm. ca. 11 m und H. ca. 1,4 m. Teilweise durch Weg geschnitten.                       | 32210022 | BW   |
| 53° 0′ 30″ N, 10° 21′ 53″ O | Altenebstorf 2, Grabhügel | Durchmesser 8 m und Höhe ca. 0,60 m.                                                                   | 32207270 | BW   |
| 53° 0′ 41″ N, 10° 22′ 42″ O | Altenebstorf 4, Grabhügel | Vermutlich Rest eines ehemaligen Grabhügels, Dm. ca. 7 m und H. ca. 0,5 m. Zum großen Teil abgegraben. | 32208316 | BW   |

## Ebstorf
| Lage                        | Bezeichnung           | Beschreibung                                                                                | ID       | Bild |
| --------------------------- | --------------------- | ------------------------------------------------------------------------------------------- | -------- | ---- |
| 53° 2′ 0″ N, 10° 27′ 15″ O  | Ebstorf 11, Grabhügel | Durchmesser 16 m und Höhe ca. 0,80 m.                                                       | 32205942 | BW   |
| 53° 2′ 11″ N, 10° 24′ 59″ O | Ebstorf 12, Stauteich |                                                                                             | 32210749 | BW   |
| 53° 2′ 35″ N, 10° 23′ 59″ O | Ebstorf 42, Grabhügel | Flach, Durchmesser 10 m und Höhe ca. 0,30 m.                                                | 32205943 | BW   |
| 53° 2′ 44″ N, 10° 24′ 35″ O | Ebstorf 60, Grabhügel | Flach gewölbt, rund, Durchmesser 14 m und Höhe ca. 1 m.                                     | 32208318 | BW   |
| 53° 2′ 44″ N, 10° 24′ 33″ O | Ebstorf 61, Grabhügel | Durchmesser 20 m und Höhe ca. 1,40 m. Von Fahrzeugspur überzogen und Eingrabung am Nordfuß. | 32208813 | BW   |
| 53° 1′ 54″ N, 10° 25′ 35″ O | Ebstorf 75, Stauteich |                                                                                             | 32208321 | BW   |
| 53° 0′ 47″ N, 10° 25′ 25″ O | Ebstorf 80, Grabhügel | Annähernd rund, Durchmesser 15 m und Höhe ca. 0,8 m.                                        | 32205836 | BW   |
| 53° 1′ 30″ N, 10° 27′ 17″ O | Ebstorf 82, Grabhügel | Fließend auslaufende Ränder, Durchmesser 12 m und Höhe 0,6 m.                               | 32208103 | BW   |
| 53° 1′ 31″ N, 10° 27′ 19″ O | Ebstorf 83, Grabhügel | Durchmesser 14 m und Höhe ca. 0,7 m.                                                        | 32208104 | BW   |
| 53° 1′ 29″ N, 10° 27′ 19″ O | Ebstorf 84, Grabhügel | Rund, Durchmesser 15 m und Höhe 1 m.                                                        | 32208596 | BW   |

### Ebstorf 18
- ID:32210401
- Grabhügelfeld aus 16 Grabhügeln von denen noch 9 Hügel erhalten sind. Sie haben Durchmesser von 10 bis 14 m oder Längen von 14 bis 20 m, Breiten von 12 bis 14 m und Höhen von 0,7 bis 2,1 m. 7 Hügel (FStNr. 20, 21, 23–27) sind obertägig nicht mehr auffindbar. Sie wurden wahrscheinlich bei Aufforstungsarbeiten zerstört.

| Lage                       | Bezeichnung | Beschreibung | ID       | Bild |
| -------------------------- | ----------- | --- | -------- | ---- |
| 53° 2′ 48″ N, 10° 24′ 3″ O | Ebstorf 18  | Kräftig, Länge 20 m, Breite 14 m und Höhe ca. 1,10 m. Südlicher Rand geht fließend ins Gelände über.                                                      | 32207542 | BW   |
| 53° 2′ 48″ N, 10° 24′ 5″ O | Ebstorf 19  | Kräftig gewölbt, rund, Durchmesser 12 m und Höhe ca. 1,20 m. Kopfstich 2,5 m breit, 4 m lang und 0,5 m tief.                                              | 32208024 | BW   |
| 53° 2′ 47″ N, 10° 24′ 4″ O | Ebstorf 22  | Kräftig, Länge 20 m, Breite 12 m und Höhe 1,80 m. Im Osten von Waldweg angeschnitten.                                                                     | 32208284 | BW   |
| 53° 2′ 43″ N, 10° 24′ 5″ O | Ebstorf 67  | Kräftig gewölbt, rund, Dm. 14,5 m und H. 0,8 m. Ränder abgesetzt und Oberfläche mit alten Pflanzfurchen überzogen.                                        | 32208188 | BW   |
| 53° 2′ 43″ N, 10° 24′ 6″ O | Ebstorf 68  | Noch zu 1/4 erhalten, Länge 15 m, Breite 7 m und Höhe 1,50 m. Ehemaliger Durchmesser betrug ca. 12 Meter.                                                 | 32208189 | BW   |
| 53° 2′ 43″ N, 10° 24′ 6″ O | Ebstorf 69  | Kräftig gewölbt, rund mit gut abgesetzten Rändern, Durchmesser 14 m und Höhe 2,1 m. Tiefe Eingrabung von 3 m Durchmesser.                                 | 32208446 | BW   |
| 53° 2′ 44″ N, 10° 24′ 4″ O | Ebstorf 70  | Flach gewölbt, rund, Dm. 10,5 m und H. 0,7 m. Ränder laufen aus. Westlicher Hügelfuß durch Parzellengraben und östlicher Fuß durch Waldweg angeschnitten. | 32208447 | BW   |
| 53° 2′ 45″ N, 10° 24′ 4″ O | Ebstorf 71  | Kräftig gewölbt, 19 m Länge, 13 m Breite und Höhe ca. 1,60 m. Westseite leicht von Weg angeschnitten. In der Hügelmitte kleine Mulde.                     | 32208807 | BW   |
| 53° 2′ 43″ N, 10° 24′ 5″ O | Ebstorf 72  | Langoval, flach gewölbt (von Ost nach West gerichtet) mit auslaufenden Rändern und Länge 17 m, Breite 11 m und Höhe von 1 m.                              | 32208808 | BW   |

### Ebstorf 28
- ID:32210402
- Grabhügelfeld aus 6 Grabhügeln mit Durchmessern von 8 bis 15 m und Höhen von 0,30 bis 1 m. Der Hügel FStNr. 33 ist nicht mehr zu erkennen.

| Lage                        | Bezeichnung | Beschreibung | ID       | Bild |
| --------------------------- | ----------- | --- | -------- | ---- |
| 53° 2′ 48″ N, 10° 23′ 59″ O | Ebstorf 28  | Rund, Durchmesser 14 m und Höhe ca. 0,90 m.                                                                          | 32208285 | BW   |
| 53° 2′ 48″ N, 10° 23′ 56″ O | Ebstorf 29  | Kräftig gewölbt, rund, Durchmesser 15 m und Höhe ca. 1 m. In der Mitte stark ausgegraben.                            | 32208661 | BW   |
| 53° 2′ 47″ N, 10° 23′ 56″ O | Ebstorf 30  | Flach, rund, Durchmesser 8 m und Höhe ca. 0,30 m.                                                                    | 32208662 | BW   |
| 53° 2′ 47″ N, 10° 23′ 56″ O | Ebstorf 31  | Rest eines flach gewölbten Grabhügels, Durchmesser 11 m und Höhe noch 0,40 m. Durch Sandgrube größtenteils zerstört. | 32207455 | BW   |
| 53° 2′ 45″ N, 10° 23′ 55″ O | Ebstorf 32  | Flach gewölbt, rund, Durchmesser 8 m und Höhe ca. 0,50 m.                                                            | 32208663 | BW   |
| 53° 2′ 45″ N, 10° 23′ 54″ O | Ebstorf 33  | | 32208900 | BW   |